# (1374) Isora
(1374) Isora ist ein Asteroid des Hauptgürtels, der am 21. Oktober 1935 vom belgischen Astronomen Eugène Joseph Delporte in Ukkel entdeckt wurde.
Der Name des Asteroiden wurde ausgewählt vom deutschen Astronomen Gustav Stracke. Die Bedeutung ist unklar, einer Vermutung nach steht er für Isora = Rosi.